# Martin Regehly

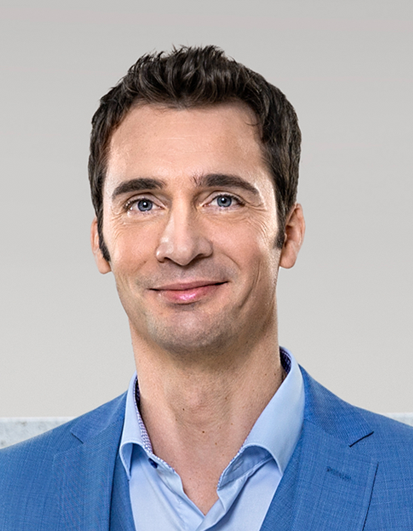
Prof. Dr. Martin Regehly

Martin Regehly (* 2. April 1978 in Berlin) ist ein deutscher Physiker.

## Leben
Martin Regehly wurde 1978 in Ostberlin geboren. Er studierte an der Technischen Hochschule Ilmenau und an der Humboldt-Universität zu Berlin Physik. Seine Diplomarbeit schrieb er über das HDAC Instrument auf der Cassini Raumsonde, dazu arbeitete er am Deutschen Zentrum für Luft- und Raumfahrt in Berlin und am Laboratory for Atmospheric and Space Physics in Boulder, Colorado. Im Anschluss promovierte er mit einer Arbeit über Energie- und Elektronentransferprozesse in Makromolekülen für die photodynamische Therapie.
Nach seiner Doktorarbeit gründete Regehly im Jahr 2008 die greateyes GmbH, heute ein international agierendes Unternehmen für die Entwicklung, Produktion und den Vertrieb von wissenschaftlichen Kameras und optischen Inspektionssystemen.
2017 verließ er das Unternehmen und erhielt einen Ruf als Professor im Fachbereich Technik an der Technischen Hochschule Brandenburg. Im September 2022 wechselte er auf die Professur für Photonik/Optische Technologien an die Technische Hochschule Wildau.
Regehly ist Mitbegründer der xolo GmbH, welche die Xolographie als eine volumetrische 3D-Drucktechnologie entwickelt und vermarktet.

## Werk
Regehly ist Experimentalphysiker, dessen Forschungsinteressen im Bereich der Entwicklung und Charakterisierung von photonischen Bildgebungs- und Prozessierungssystemen liegen.
Er entwickelte eine Serie von hochleistungsfähigen, gekühlten Kameras für Bildgebung und Spektroskopie sowie Elektrolumineszenz- und Photolumineszenz, Inspektionssysteme für Wafer- und Solarzellen.
Zusammen mit Stefan Hecht ist er Erfinder der Xolographie. Bei der Xolographie handelt es sich um ein volumetrisches 3D-Druckverfahren, welches die schnelle Fertigung von komplexen Objekten und ganzen Systemen mit hoher Auflösung und Materialqualität direkt im Volumen ermöglicht.

## Auszeichnungen
- 2010 Innovationspreis Berlin-Brandenburg[10]
- 1998 Jugend forscht, Landessieger und 2. Preis beim Bundeswettbewerb[11]